# NGC 6389
NGC 6389 este o galaxie situată în constelația Hercule. A fost descoperită în 29 iunie 1799 de către William Herschel.